# ديلونغ بارادوكسوس
ديلونغ (بالصينية: 帝龍) وتعني التنين الإمبراطور، هو جنس قاعدي من العائلة العليا تيرانوصورويدات من الديناصورات. النوع الوحيد منه هو ديلونغ بارادوكسوس، عثر عليه في تكوين ييكسيان الذي يعود إلى العصر الطباشيري المبكر بالقرب من لوجياتون، بيبياو غرب محافظة لياونينغ بالصين، وعاش قبل حوالي 126 مليون سنة مضت.

## الاكتشاف
وُصِف دولينغ من قبل شو شينغ وزملائه سنة 2004. الاسم مشتق من الكلمة الصينية 帝 (دي) وتعني إمبراطور والكلمة 龙 (لونغ) وتعني تنين، يشير هذا الاسم إلى علاقة هذا الحيوان مع التيرانوصور ركس، «الملك» تيرانوصوريد. لونغ هو اسم يستخدم لتسمية الديناصورات الصينية كما هو الحال في الغرب مع الكلمة اللاتينية saur- (صور) التي تعني نحن. الاسم الخاص بارادوكسوس لاتينة الكلمة الإغريقية القديمة παράδοξον والتي تعني «ضد الحكمة المستلمة»